# Diecezja Paulo Afonso
Diecezja Paulo Afonso (łac. Dioecesis Paulalfonsanensis) – diecezja Kościoła rzymskokatolickiego w Brazylii. Należy do metropolii Feira de Santana, wchodzi w skład regionu kościelnego Nordeste III. Została erygowana przez papieża Pawła VI bullą Pastorale munus w dniu 14 września 1971.